# 完颜齐
完颜齐，金朝宗室、大臣，本名受速，女真族，完颜氏，完颜阿骨打之孙，左副元帅宋王完颜宗望之子。
金熙宗天眷三年（1140年），以宗室子弟拜授镇国上将军。皇统元年（1141年），升任光禄大夫。完颜亮正隆六年（1161年），升任银青荣禄大夫。金世宗大定初年，升任特进，加安武军节度使，留京师（今北京）奉朝请。因是皇室近属，被多位皇帝宠遇。但他性情庸滞，无才能。大定三年（1163年），罢节度官，给随朝三品俸，官至特进。